# Bodajki berkenye
A bodajki berkenye (Sorbus bodajkensis) a rózsafélék családjába, ezen belül a berkenyék (Sorbus) növénynemzetségébe tartozó növényfaj. Különálló taxonként Barabits Elemér írta le, a lisztes berkenye (Sorbus aria) rokonsági körébe tartozó, de attól és más közel rokon kisfajoktól is több jellegzetességében eltérő fajként, e publikációja 2007-ben jelent meg. Hazánk legritkább növényfajai közé tartozik, lévén, hogy egyetlen vadon élő példánya ismert.

## Előfordulása
Leírója egyetlen példányát azonosította a Bakony keleti részén, Bodajk határában, a Gaja-szurdok térségében, erről kapta a nevét is.

## Védettsége
Magyarországon a lisztes berkenye rokonsági körébe tartozó összes kisfajjal együtt védett faj, természetvédelmi értéke (2013-as állapot szerint) 10.000 forint.